# St Buryan

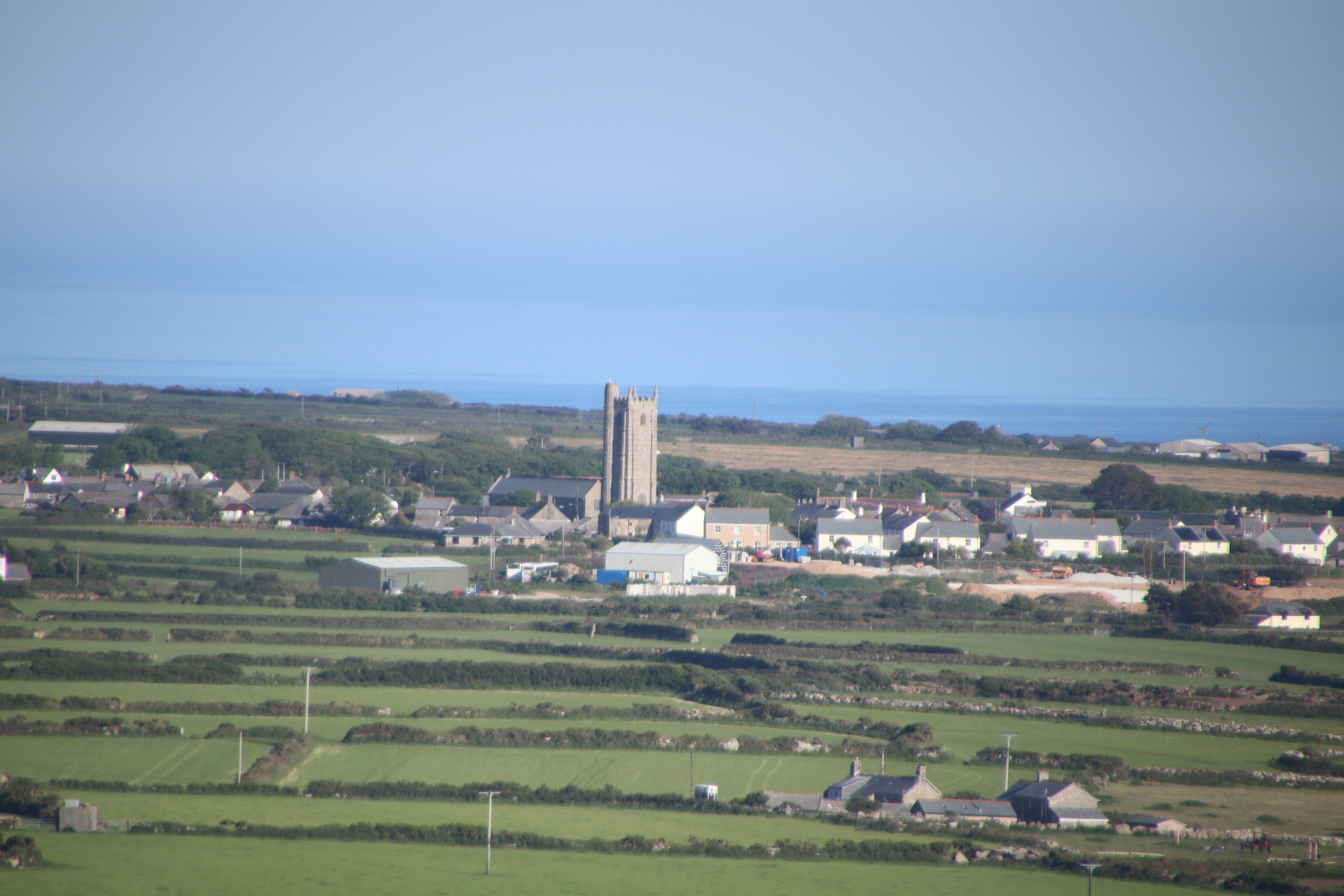
St Buryan Cornwall

St Buryan (Pluwveryan in lingua cornica) è un villaggio e parrocchia civile dell'Inghilterra, appartenente alla contea della Cornovaglia.